# Kurdistan 24
Kurdistan 24 (K24) (en kurd: کوردستان ٢٤) és un canal kurd de televisió amb seu a Arbela, a l'Iraq, amb delegacions a Washington, DC i Colònia (Alemanya), Alemanya. Va començar a emetre a el 31 d'octubre de 2015, amb programes de televisió que es transmeten en els dialectes sorani i kurd del nord, com també en anglès i turc.
Té per objectiu oferir notícies les 24 hores del dia a tot el món per "transformar el panorama dels mitjans del Kurdistan". La cadena de televisió cobreix esdeveniments a tota l'àrea metropolitana del Kurdistan i ofereix anàlisis sobre temes rellevants en la regió. A més de les notícies polítiques, informa de temes culturals i esportius de les quatre regions del Kurdistan.
El web ofereix notícies en línia en kurd i anglès i cobreix notícies del Kurdistan i l'Orient Mitjà. A més, proporciona cobertura de la cultura, l'esport i l'economia al Kurdistan i al món. El lloc web també ofereix una secció d'entrevistes originals, així com transcripcions d'entrevistes que després que es retransmeten per televisió. També emeten per ràdio.